# Palaeomolis marxi
Palaeomolis marxi är en fjärilsart som beskrevs av Bang-haas 1927. Palaeomolis marxi ingår i släktet Palaeomolis och familjen björnspinnare. Inga underarter finns listade i Catalogue of Life.